# Duttaphrynus crocus
Duttaphrynus crocus är en groddjursart som först beskrevs av Wogan, Win, Thin, Lwin, Shein, Kyi och Hla Tun 2003.  Duttaphrynus crocus ingår i släktet Duttaphrynus och familjen paddor. IUCN kategoriserar arten globalt som otillräckligt studerad. Inga underarter finns listade i Catalogue of Life.